# Johannes Opstraet
Johannes Opstraet (* 3. Oktober 1651 in Beringen; † 29. November 1720 in Löwen) war ein flämischer jansenistischer Theologe.

## Leben

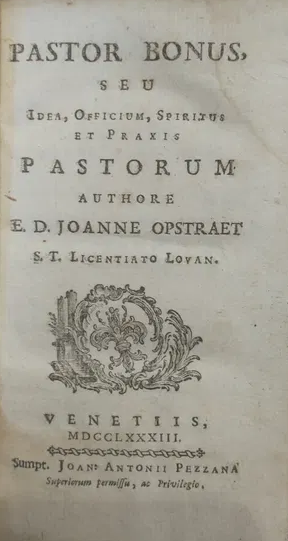
Titelseite des Pastor bonus, 1783

Johannes Opstraet besuchte das Kolleg der Dreifaltigkeit in Löwen und studierte dann in dieser Stadt von 1669 bis 1671 Philosophie. Daraufhin hörte er bis 1675 theologische Vorlesungen an der Universität Löwen und lehrte anschließend lateinische Sprache und Poesie am dortigen Kolleg der Dreifaltigkeit. 1680 wurde er Priester, 1681 Lizenziat der Theologie und im Mai 1685 vom jansenistischen Schriftsteller Gommaire Huygens zum Vizepräsidenten des päpstlichen Kollegiums (Collège du pape Adrien VI) in Löwen ernannt. Alphonsus de Berghes, Erzbischof von Mechelen, berief ihn 1686 als Professor der Theologie an sein Seminar. Nach dem Tod dieses Prälaten entzog ihm aber der neue Erzbischof, Humbertus Guilielmus de Precipiano (da Opstraet Anhänger der Lehren von Jansen und Quesnel war) seine Gunst und verabschiedete ihn. Er kehrte nach Löwen zurück und hielt wieder Kurse am päpstlichen Kollegium. In der Folge bereitete er sich auf die Erlangung des Doktorgrades in Theologie vor und verteidigte 1698 erstmals seine Thesen mit einigem Erfolg. Er geriet aber wegen seiner jansenistischen Ansichten in theologische Streitigkeiten mit dem Vatikanisten Martin Steyaert und anderen Gelehrten. Philipp V. verbot ihm 1704 den Aufenthalt in den gesamten spanischen Niederlanden. Zwei Jahre später, da das Land nach der Schlacht bei Ramillies in die Gewalt Österreichs kam, kehrte er nach Löwen zurück und wurde dort 1709 Prinzipal des Kollegiums von Faucon. 1713 sprach er sich gegen die Veröffentlichung der Bulle Unigenitus des Papstes Clemens XI. in Löwen aus. Er starb 1720 im Alter von 69 Jahren in Löwen und wurde in der Kirche Saint-Michel beigesetzt.
Opstraet war das Haupt und Muster der Jansenisten in Holland, ein Mann von Talenten und in der Theologie aufgeklärter als viele seiner Zeitgenossen, ein Bestreiter der päpstlichen Unfehlbarkeit und einiger anderer Dogmen. An den zu seiner Zeit herrschenden Zwistigkeiten nahm er lebhaften Anteil, und er verfasste viele Streitschriften gegen die niederländischen Theologen Liévin de Meyer, Daelmann, Martin Steyaert, Antoine Parmentier, Bernard Désirant u. a. Am bekanntesten wurde er durch die beiden oft gedruckten Schriften Pastor bonus seu idea, officium, spiritus et praxis pastorum (Mecheln 1689; ins Französische übersetzt durch Godefroy Hermant unter dem Titel Le bon pasteur ou l’idée, le devoir et la conduite des pasteurs, 3 Bde., Rouen 1703) und Theologus christianus, sive ratio studii et vitae instituenda a theologo (Löwen 1692). In beiden Schriften bestritt er mehrere jesuitische Maximen und im erstgenannten Werk entwarf er das Idealbild eines Seelsorgers.
Auch viele weitere Schriften wurden von Opstraet verfasst, u. a.:
- Dissertatio theologica de conversione peccatoris, Löwen 1687; französisch von de Natte, Paris 1731
- Dissertatio theologica de praxi administrandi sacramentum poenitentiae, 1692 (Opstraet wirft in dieser Schrift Steyaert eine zu lockere Moral vor)
- Institutiones theologicae de actibus humanis, 3 Bde., 1709
- Theologiae dogmaticae, moralis, practicae et scholasticae pars prima, hg. postum Löwen 1726 (die Fortsetzung erschien Ticino 1787)

Drei seiner Werke wurden per Dekreten der Glaubenskongregation auf den Index gesetzt: Assertio opusculi quod inscribitur (1708), Antiquae Facultatis theologicae lovaniensis (1732) und De Locis theologicis dissertationts (1737).